# ريك بوتس
ريك بوتس (بالإنجليزية: Richard Potts)‏ هو أمين متحف وعالم إنسان أمريكي، ولد في 16 أغسطس 1953 في فيلادلفيا في الولايات المتحدة.